# Circuit de l'Aulne 1999
Il Circuit de l'Aulne 1999, sessantunesima edizione della corsa e valida come evento UCI categoria 1.4, si svolse il 23 agosto 1999 su un percorso totale di 192 km.. Fu vinto dal francese Claude Lamour che giunse al traguardo con il tempo di 4h35'45", alla media di 41,777 km/h.
Partenza con 83 ciclisti, dei quali 19 portarono a termine il percorso.

## Ordine d'arrivo (Top 10)
| Pos. | Corridore                | Squadra         | Tempo    |
| ---- | ------------------------ | --------------- | -------- |
| 1    | Claude Lamour            | Cofidis         | 4h35'45" |
| 2    | Vincent Cali             | Home Market     | a 1"     |
| 3    | Charles Guilbert         | Home Market     | s.t.     |
| 4    | Dimitri Pavi Degl'Innoc. | Krka            | a 2"     |
| 5    | Benoît Luminet           | Besson          | a 12"    |
| 6    | Martin Rittsel           | Chicky World    | s.t.     |
| 7    | Torsten Schmidt          | Chicky World    | s.t.     |
| 8    | Richard Faltus           | Wüstenrot       | s.t.     |
| 9    | Johan De Geyter          | Tönissteiner    | s.t.     |
| 10   | Stéphane Heulot          | Franç. des Jeux | s.t.     |